# Xerografia

Diagrama del procés d'impressió d'una fotocòpia xerogràfica.

La xerografia (del grec xeros que significa "sec" i grafos que significa "escriptura") és un procés d'impressió que empra electroestàtica en sec per a la reproducció o copiat de documents o imatges.

## Història
El procés va ser descobert el 22 d'octubre de 1938 per Chester Carlson (1906-1968).
Carlson, d'origen pobre, va assolir graduar-se en física. Amb el temps va aconseguir un va treballar d'assistent amb un advocat de patents, on va realitzar un treball intensiu en l'ús de papers. Ací es va adonar de la necessitat que existia de fer còpies de documents d'una manera simple i ràpida. Llavors va començar a experimentar amb càrregues electroestàtiques i materials fotoconductors, o siga materials que modifiquen les seues propietats elèctriques en ser exposats a la llum. En 1938, a l'edat de 32 anys, Carlson va assolir crear la primera imatge xerogràfica en el seu laboratori.
En 1947, una menuda empresa del nord de Nova York va apostar pel descobriment, adquirint els drets per al desenvolupament i comercialització de la xerografia. L'empresa s'anomenava The Haloid Company, que en 1961 passaria a cridar-se Xerox Corporation. La companyia va continuar desenvolupant la tecnologia fins a llançar una copiadora automàtica de paper per a oficines, la Xerox 914, que feia còpies en blanc i negre en paper comú, en forma simple i ràpida. La revista Fortune la va denominar "el producte més reeixit de tots els temps comercialitzat als Estats Units d'Amèrica".
La xerografia és la tecnologia base de les actuals fotocopiadores, impressores làser impressores digitals de producció. S'estima que en 2004 es van realitzar 4 bilions de pàgines en productes que avui existeixen gràcies a aquesta tecnologia, el que ho converteix en el mètode més usat per a imprimir documents en les oficines.

## Funcionament
Una superfície és carregada amb electricitat estàtica en forma uniforme. Aquesta superfície és exposada a llum que descarrega o destrueix la càrrega elèctrica, quedant carregat solament aquelles àrees on hi ha ombra. Un pigment de pols (tinta seca o tòner) es fixa en aquestes àrees carregades fent visible la imatge, la qual és transferida al paper mitjançant un camp electroestàtic. L'ús de calor i pressió fixen la tinta a el paper.